# Cascade de Sillans
Cascade de Sillans is een waterval in Frankrijk. De waterval is gelegen in de gelijknamige gemeente Sillans-la-Cascade in het departement Var. De rivier de Bresque valt over een hoogte van 44 meter naar beneden.
Cascade de Sillans wordt gezien als een van de mooiste watervallen van Frankrijk en is een van de grotere toeristische attracties. Sinds 2005 is het niet meer toegestaan om te zwemmen bij de waterval.

## Afbeeldingen

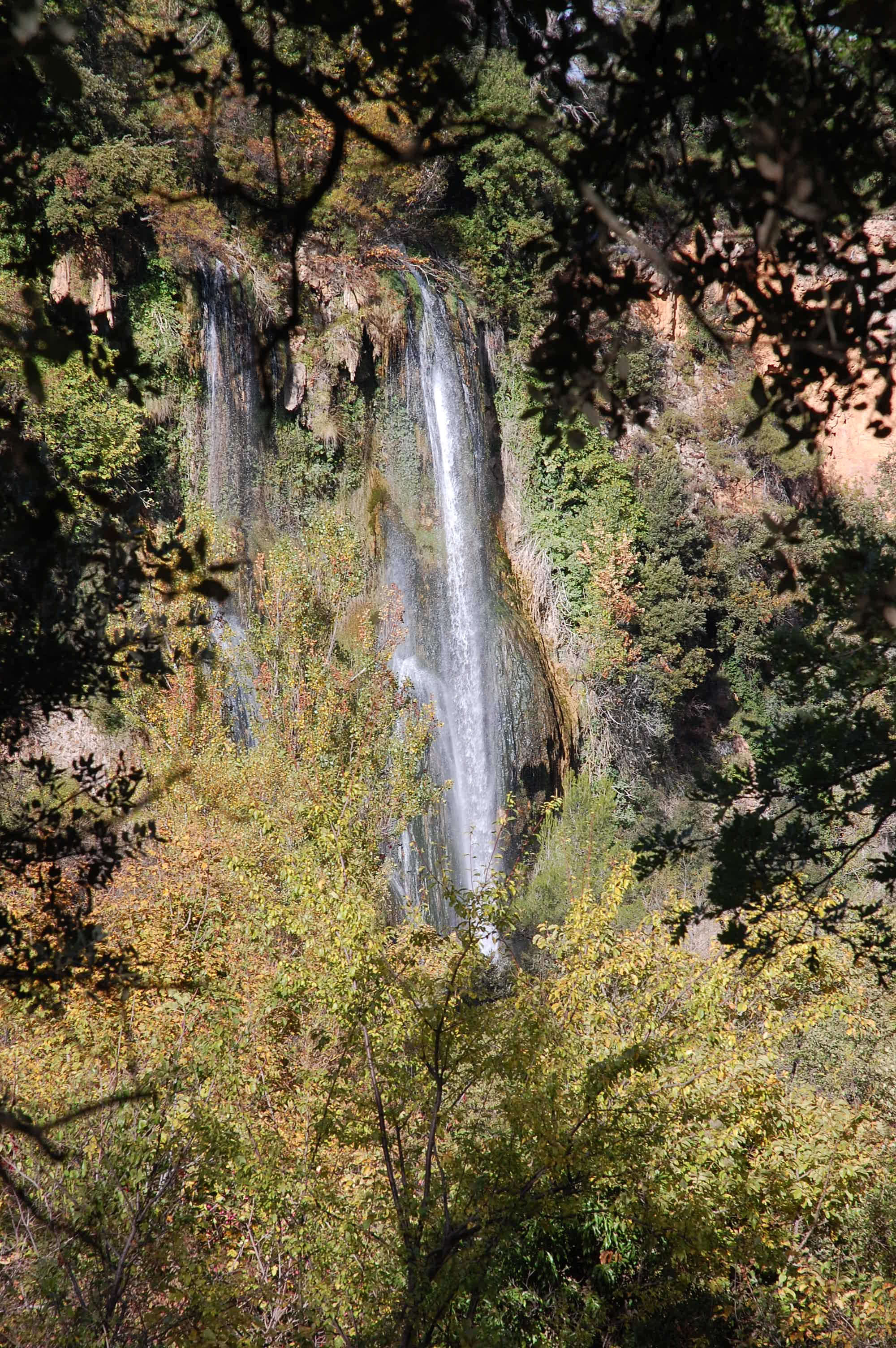
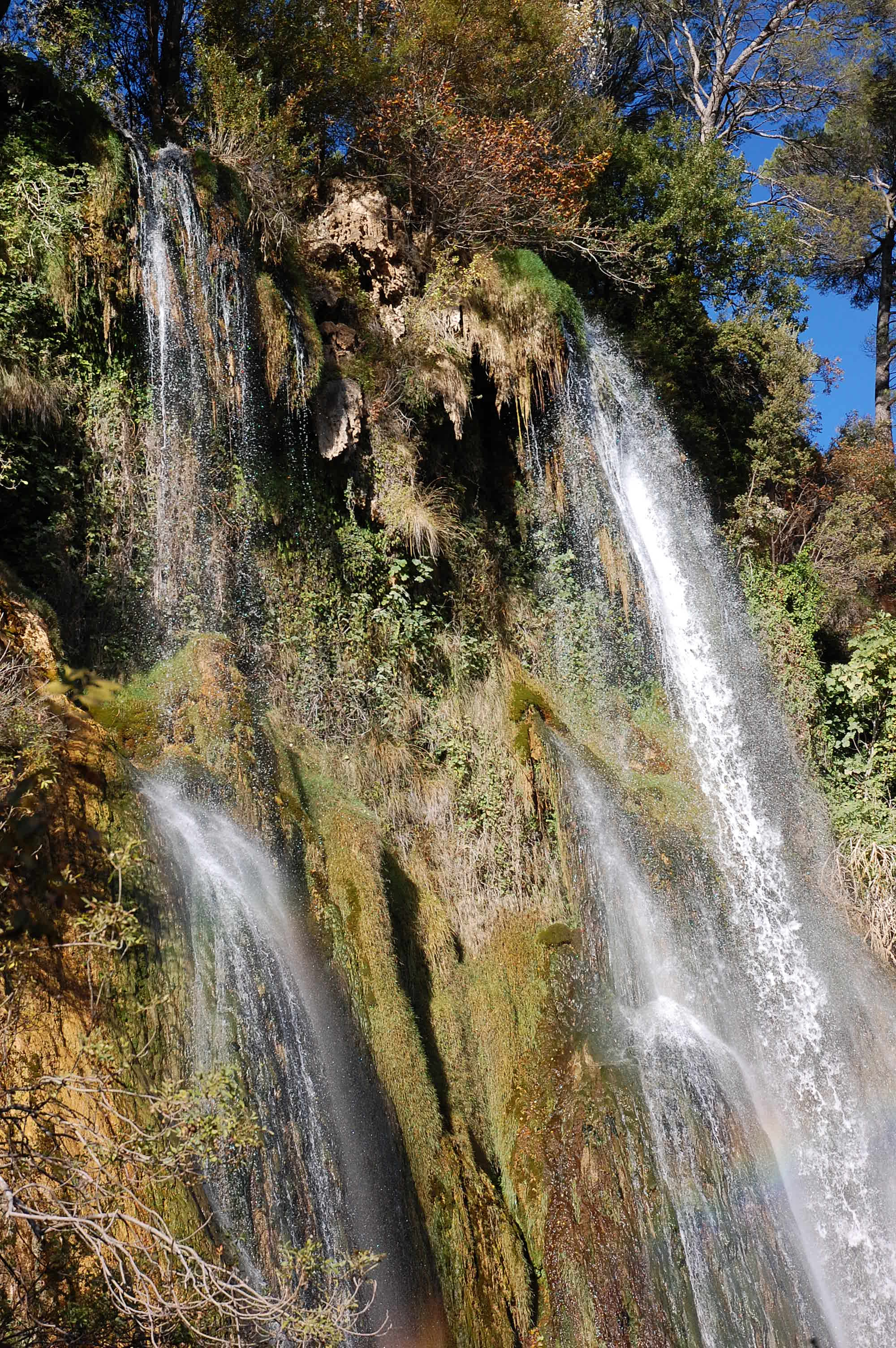